# 1. 체스카 포트발로바 리가
1. 체스카 포트발로바 리가(체코어: 1. česká fotbalová liga 예드나 체스카 포트발로바 리가[*]→체코 축구 1부 리그)는 체코의 최상위 프로 축구 리그이다. 현재 스폰서십에 따라 한체 리가(Chance liga)라고 불리며, 예전에는 감브리누스리가(Gambrinus liga), 시노트리가(Synot liga), 포르투나리가(Fortuna liga)로 불렸다.
리그는 16개 팀으로 진행된다. 시즌 종료 후 1위 팀은 다음 시즌의 UEFA 챔피언스리그 2차 예선, 2위팀과 체코컵 우승 팀은 UEFA 유로파리그 3차예선, 3위와 4위팀은 UEFA 컨퍼런스리그 2차 예선에 진출한다. 반면에 최하위 팀은 포트발로바 나로드니 리가로 강등되며, 14-15위 팀은 나로드니 리가의 2-3위팀과 각각 승강 플레이오프를 통해 강등이나 잔류가 결정된다.
체코 1부 리그의 역사는 20세기 말부터 시작되었다. 1993년 1월 1일에 체코슬로바키아가 체코와 슬로바키아 2개의 공화국으로 분리, 독립되면서 체코슬로바키아 1부 리그 또한 1993-94 시즌부터 재조직 되어 각각 독립 운영되기 시작했다. 가장 많은 우승컵을 들어올린 팀은 스파르타 프라하 (14회)이다.

## 참가팀
| 2024-25 한체 리가 |                    |                      |          |
| 구단명            | 순위 (2023-24)     | 연고지               | 창단연도 |
| 스파르타 프라하   | 우승               | 프라하               | 1893     |
| 슬라비아 프라하   | 준우승             | 프라하               | 1892     |
| 빅토리아 플젠     | 3위                | 플젠                 | 1911     |
| 바니크 오스트라바 | 4위                | 오스트라바           | 1922     |
| 믈라다볼레슬라프  | 5위                | 믈라다볼레슬라프     | 1902     |
| 슬로바츠코        | 6위                | 우헤르스케흐라디슈테 | 1927     |
| 리베레츠          | 7위                | 리베레츠             | 1958     |
| 올로모우츠        | 8위                | 올로모우츠           | 1919     |
| 흐라데츠크랄로베  | 9위                | 흐라데츠크랄로베     | 1905     |
| 테플리체          | 10위               | 테플리체             | 1945     |
| 야블로네츠        | 11위               | 야블로네츠나트니소우 | 1945     |
| 파르두비체        | 12위               | 파르두비체           | 2008     |
| 보헤미안스 1905   | 13위               | 프라하               | 1905     |
| 카르비나          | 14위               | 카르비나             | 2003     |
| 체스케부데요비체  | 15위               | 체스케부데요비체     | 1905     |
| 두클라 프라하     | 나로드니 리가 우승 | 프라하               | 1948     |

## 우승팀
클럽별 우승 횟수 비율
| 클럽              | 우승 | 준우승 | 우승 연도 |
| ----------------- | ---- | ------ | --- |
| 스파르타 프라하   | 14   | 10     | 1993–94, 1994–95, 1996–97, 1997–98, 1998–99, 1999–00, 2000–01, 2002–03, 2004–05, 2006–07, 2009–10, 2013–14, 2022-23, 2023-24 |
| 슬라비아 프라하   | 7    | 13     | 1995–96, 2007–08, 2008–09, 2016–17, 2018–19, 2019–20, 2020-21                                                                |
| 빅토리아 플젠     | 6    | 4      | 2010–11, 2012–13, 2014–15, 2015–16, 2017–18, 2021-22                                                                         |
| 슬로반 리베레츠   | 3    | 0      | 2001–02, 2005–06, 2011–12 |
| 바니크 오스트라바 | 1    | 0      | 2003–04 |
| 시그마 올로모우츠 | 0    | 1      | |
| 테플리체          | 0    | 1      | |
| 믈라다볼레슬라프  | 0    | 1      | |
| 야블로네츠        | 0    | 1      | |

## UEFA 리그 계수 순위
| 순위 | 리그          | 점수   |
| ---- | ------------- | ------ |
| 8    | 프로 리그     | 48.800 |
| 9    | 쉬페르리그    | 38.600 |
| 10   | 포르투나 리가 | 36.050 |
| 11   | 프리미어십    | 36.050 |
| 12   | 슈퍼 리그     | 32.975 |